# Épreuve de rallycross de Pont-de-Ruan
Épreuve précédente Épreuve suivante
L'épreuve de rallycross de Pont-de-Ruan est une course automobile sur circuit qui fait partie du championnat de France de rallycross. Cette épreuve est actuellement organisée sur le circuit de Touraine, entre Pont-de-Ruan et Saché, en Indre-et-Loire.

## Histoire
La première édition du rallycross de Pont-de-Ruan se déroule le 24 et 25 août 2013. Depuis, l'épreuve a été disputée chaque saison.

## Spécificités du tracé actuel
D'une longueur de 923 mètres et d'une largeur de 17 mètres, la piste est composée, à 65 % de terre, et 35 % d’asphalte. La longueur de la ligne droite de départ est de 115 mètres, tandis que le tour Joker en disposition intérieure, long de 120 mètres, ajouté 38 mètres au tracé normal.

« Il faut être patient à Pont de Ruan et ne pas trop en faire au risque de ne pas être aussi rapide qu’on l’imagine. C’est un peu dans le même style que Châteauroux. »

— Fabien Pailler

## Records de la piste
- Supercar :  Romuald Delaunay en 0 min 36 s 755 (2022,  Citroën DS3 WRX)
- Super 1600 :  Anthony Paillardon en 0 min 37 s 962 (2022,  Audi A1)
- Division 3 :  Laurent Jacquinet en 0 min 37 s 442 (2022,  Ford Fiesta MkVII)
- Division 4 :  Anthony Mauduit en 0 min 39 s 301 (2022,  Renault Clio III)

## Palmarès

### Par année
| Saison | Supercar                                  | Super 1600                                | Division 3                                | Division 4                                |
| ------ | ----------------------------------------- | ----------------------------------------- | ----------------------------------------- | ----------------------------------------- |
| 2020   | Annulé à cause de la pandémie de Covid-19 | Annulé à cause de la pandémie de Covid-19 | Annulé à cause de la pandémie de Covid-19 | Annulé à cause de la pandémie de Covid-19 |
| 2022   | Damien Meunier Volkswagen Polo V          | Anthony Paillardon Audi S1                | Grégory Le Guernevé Mini Cooper           | Nicolas Bothorel Citroën DS3              |